# Klättermusen
För gnagaren, se Dendromus mystacalis.

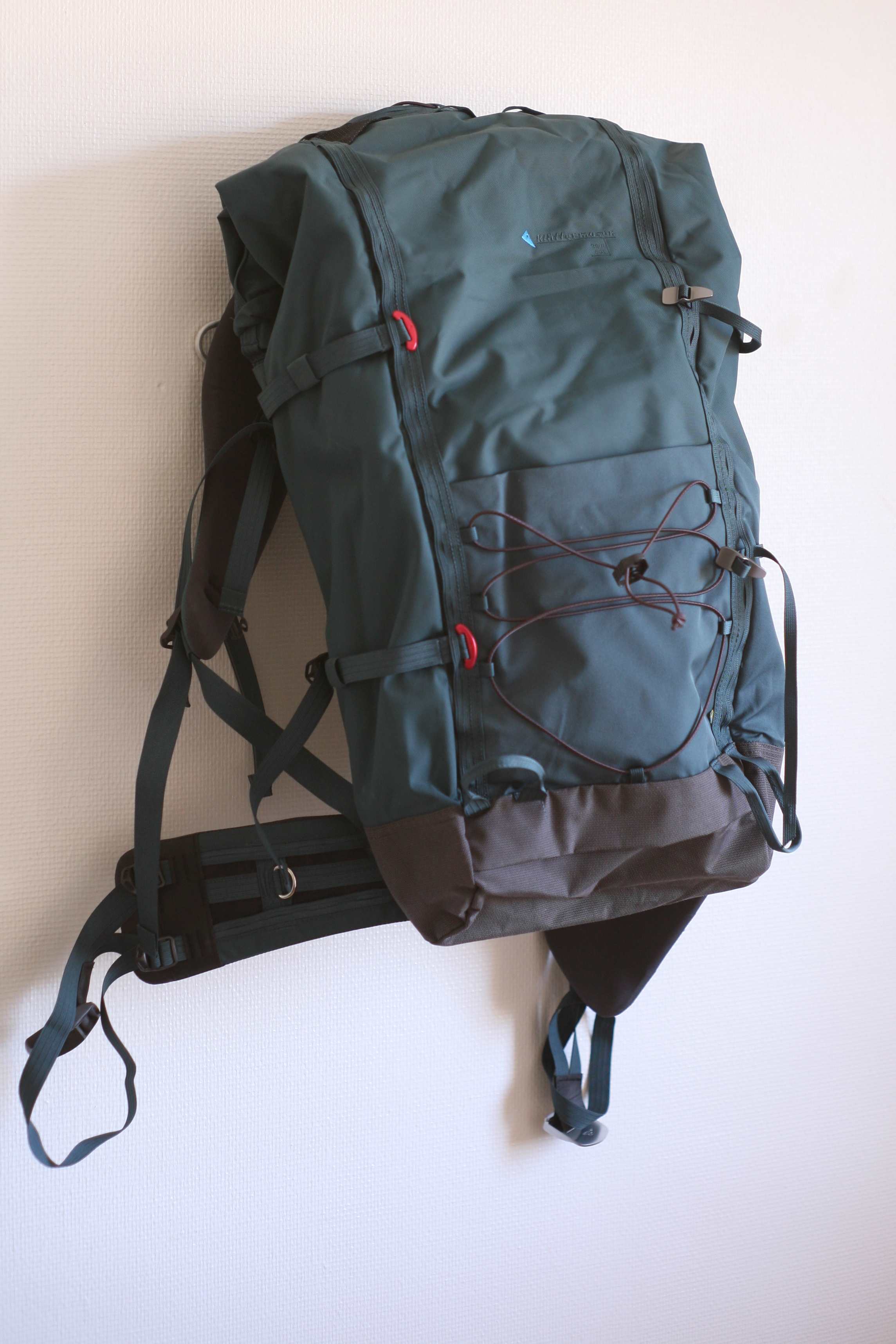
En av Klättermusens äldre ryggsäcksmodeller.

Klättermusen är ett svenskt företag och varumärke som tillverkar och säljer kläder och ryggsäckar för friluftsliv. Företaget grundades 1984 i Umeå av Peter Askulv. Sedan 2013 ägs Klättermusen av investmentbolaget Scope. Företagets huvudkontor ligger numera i Åre.
Klättermusen har en stark miljöprofil och flera av företagets klädesplagg har vunnit priser i Outdoor Industry Award för bland annat dess miljövänliga materialval.
Företaget vann senast år 2020 tre Gold Awards och en Sustainability Achievement på ISPO.